# Пятницкая улица (Кострома)

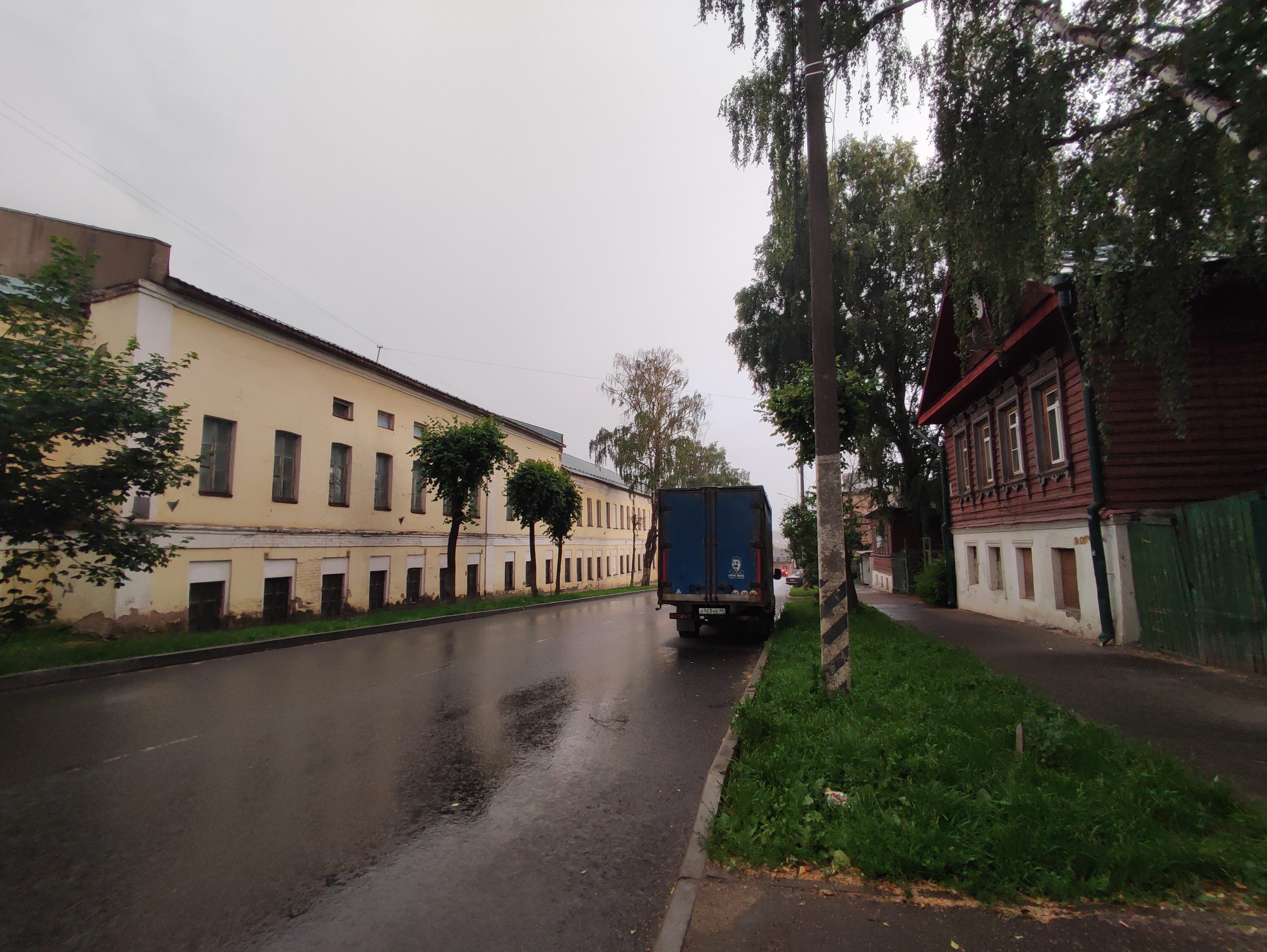
Начало улицы Пятницкой, 2023

Пятницкая улица — улица в историческом центре Костромы. Проходит, частью полукольца, охватывающего центр города, от улицы 1 Мая до улицы Ленина, за которой продолжается улицей Князева.

## История

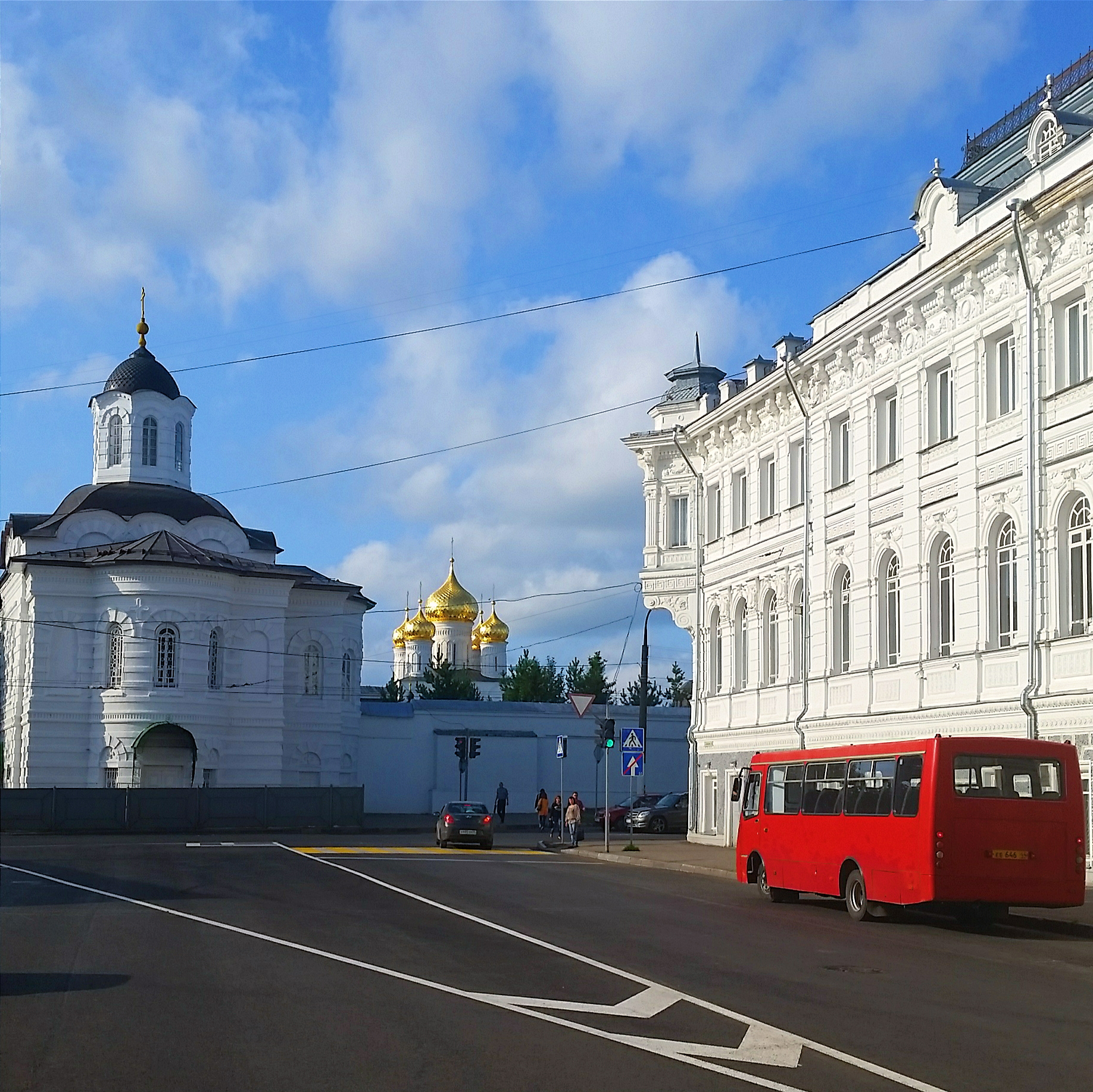
Богоявленский Анастасиин Монастырь

На перекрестке с улицей Островского, на берегу ныне заключённой в трубу реки Сулы, до конца 1930-х годов был холм, на котором находился первый костромской кремль и терем костромского князя (XII — начало XIV века).
Улица складывалась постепенно, её часть, тогда — Рахманцев переулок — в начале XVII века проходила вдоль стены Богоявленского монастыря. Другая часть в то же время — Симеоновская улица — шла за южной стеной Симеоновского монастыря. Нынешняя средняя часть была запланирована на генеральном плане 1784 года после упразднения Сульской улицы и первоначально именовалась Пятницким переулком. Объединение в единую улицу произошло к концу XVIII века.
Застройка улицы пострадала в пожаре 19 мая 1887 года и является относительно поздней.

## Достопримечательности

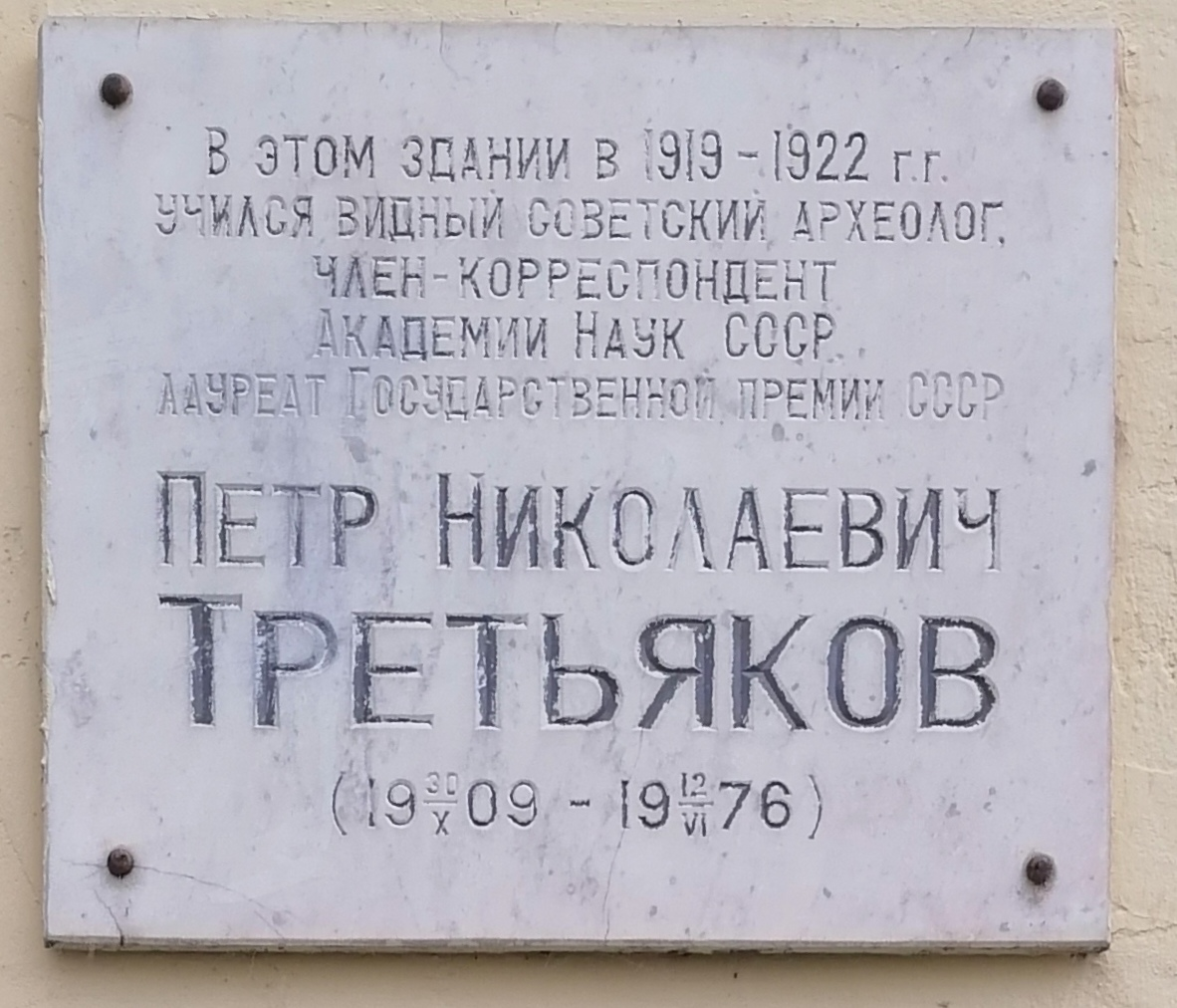
Мемориальная доска на д. 2/18

д. 2 — Домовая церковь Александра Невского при бывшей Григоровской женской гимназии.
Богоявленско-Анастасиин монастырь

## Известные жители
В особняке (сгоревшем в пожаре) на месте современного д. 19 жил купеческий сын Александр Красильников (1774—1852), известный костромской изобретатель-самоучка, возможно, послуживший прототипом А. Н. Островскому для персонажа пьесы «Гроза» Кулигина.